# Internazionali di Tennis d'Abruzzo 2025
Gli Internazionali di Tennis d'Abruzzo 2025 sono stati un torneo maschile di tennis professionistico. È stata la 7ª edizione del torneo, facente parte della categoria Challenger 75 nell'ambito dell'ATP Challenger Tour 2025, con un montepremi di 91 000 €. Si è giocato dal 5 all'11 maggio 2025 sui campi in terra rossa del Circolo Tennis Francavilla al Mare "Sporting Club" di Francavilla al Mare, in Italia.

## Partecipanti

### Teste di serie
| Nazionalità | Giocatore         | Ranking* | Testa di serie |
| ----------- | ----------------- | -------- | -------------- |
| Francia     | Kyrian Jacquet    | 152      | 1              |
| Croazia     | Duje Ajduković    | 167      | 2              |
| Kazakistan  | Timofej Skatov    | 172      | 3              |
|             | Aslan Karacev     | 187      | 4              |
| Argentina   | Marco Trungelliti | 189      | 5              |
| Argentina   | Facundo Mena      | 190      | 6              |
| Estonia     | Mark Lajal        | 199      | 7              |
| Perù        | Ignacio Buse      | 210      | 8              |

* Ranking al 21 aprile 2025.

### Altri partecipanti
I seguenti giocatori hanno ricevuto una wild card per il tabellone principale:
- Lorenzo Carboni
- Francesco Maestrelli
- Benoît Paire

Il seguente giocatore è entrato in tabellone nell'ambito dello Junior Accelerator Programme:
- Luca Preda

I seguenti giocatori sono entrati in tabellone come alternate:
- Clément Chidekh
- Kimmer Coppejans
- Enrico Dalla Valle
- Corentin Denolly
- Mathys Erhard
- Carlos Sánchez Jover
- Dominic Stricker
- Elias Ymer

I seguenti giocatori sono passati dalle qualificazioni:
- Pedro Cachín
- Stefano Travaglia
- Jacopo Berrettini
- Aleksej Vatutin
- Giovanni Fonio
- Justin Engel

## Punti e montepremi
| Torneo    | Torneo              | V     | F     | SF    | QF    | 2T    | 1T  | Q | Q2  | Q1  |
| Singolare | Punti               | 75    | 44    | 22    | 12    | 6     | 0   | 4 | 2   | 0   |
| Singolare | Premi in denaro (€) | 9,880 | 5,820 | 3,450 | 2,000 | 1,165 | 720 | – | 360 | 185 |
| Doppio    | Punti               | 75    | 44    | 22    | 12    | –     | 0   | – | –   | –   |
| Doppio    | Premi in denaro (€) | 4,250 | 2,450 | 1,480 | 880   | –     | 500 | – | –   | –   |

## Campioni

### Singolare
Francesco Maestrelli ha sconfitto in finale  Valentin Vacherot con il punteggio di 6–4, 6–4.

### Doppio
Luis David Martínez /  Facundo Mena hanno sconfitto in finale  Théo Arribagé /  Grégoire Jacq con il punteggio di 7–5, 2–6, [10–6].